# Barnamellű cinege
A barnamellű cinege (Sittiparus castaneoventris) a verébalakúak (Passeriformes) rendjébe, ezen belül a cinegefélék (Paridae) családjába tartozó kis termetű, 12-14 centiméter hosszú madárfaj.
A fajt John Gould brit ornitológus írta le 1863-ban és a Parus castaneoventris tudományos nevet adta neki. 
Korábban a tarka cinege (Sittiparus varius) alfajaként tartották számon, de egy 2014-ben lezajlott törzsfejlődéstani vizsgálatsorozat során (mely átfogta a cinegefélék egész családját) kiderült, hogy eléggé elkülönül ahhoz, hogy különálló fajként sorolják be. 
Valamivel nagyobb termetű, mint a tarka cinege, különbözik tőle hasának sötétebb, gesztenyebarna színével is.

## Előfordulása
Tajvan fenyveseiben és vegyes erdeiben él. Pókokkal, rovarokkal és magokkal táplálkozik. A pár egész évben együtt marad, s védi területét. Márciustól augusztusig költ.

## Természetvédelmi helyzete
Az elterjedési területe viszonylag kicsi, egyedszáma viszont nem csökken. A Természetvédelmi Világszövetség Vörös listáján nem veszélyeztetett fajként szerepel.